# Макаров Сергій Миколайович
Сергій Миколайович Мака́ров (рос. Сергей Николаевич Макаров; 29 травня 1900, Санкт-Петербург — 5 червня 1983, Кишинів) — радянський вчений в галузі виноградарства. Доктор сільськогосподарських наук з 1968 року.

## Біографія
Народився 29 травня 1900 року в Санкт-Петербурзі. 1924 року закінчив Кубанський сільськогосподарський інститут. Працювавна науково-дослідній роботі у Всесоюзному науково-дослідному інституті виноградарства і виноробства «Магарач», Всеросійському науково-дослідному інституті виноградарства і виноробства імені Я. І. Потапенка, Молдавському науково-дослідному інституті виноградарства і виноробства і інше.
Помер в Кишиневі 5 червня 1983 року.

## Наукова діяльність
Автор фундаментальних досліджень в області методики дослідної справи, фенології і біології виноградної лози, укривної і неукривної культури винограду, захисту насаджень від морозів і відновлення пошкоджених кущів, сортової агротехніки і корневласної культури винограду; основоположник нового напрямку в області розробки наукових основ взаємодії окремих агротехнічних прийомів і оптимальних технологічних комплексів на виноградниках. Вченим запропонований ряд практичних рекомендацій щодо вдосконалення прийомів обробітку винограду в умовах великого промислового виробництва. Автор понад 100 наукових робіт. Серед них:
- Итоги исследований по защите от морозов и неукрывной культуре европейских сортов винограда в Молдавии. — Тр. / Молд. НИИСВиВ, 1960, т. 6;
- Научные основы методики опытного дела в виноградарстве. — Тр. / Молд. НИИСВиВ, 1964, т. 9;
- Взаимодействие агроприемов и методы проектирования технологических комплексов в виноградарстве. — К., 1979 (у співавторстві).